# We Can Work It Out
Vous lisez un « article de qualité » labellisé en 2022.
Singles de The Beatles
Help! / I'm Down
(1965) Paperback Writer / Rain
(1966)
Pistes de Yesterday and Today
If I Needed Someone What Goes On
Pistes de Past Masters
Day Tripper Paperback Writer
We Can Work It Out est une chanson des Beatles écrite et composée par Paul McCartney, avec l'aide de John Lennon, et signée Lennon/McCartney. Enregistrée aux studios EMI de Londres les 20 et 29 octobre 1965 durant les mêmes sessions que l'album Rubber Soul, la chanson est publiée en single le 3 décembre 1965 au Royaume-Uni sous le label Parlophone, et trois jours plus tard aux États-Unis chez Capitol Records.
Pour la première fois dans l'histoire du groupe, le single bénéficie d'une sortie en « double face A » avec le titre Day Tripper, majoritairement écrit et composé par John Lennon. We Can Work It Out voit le jour au retour de la tournée nord-américaine des Beatles en 1965, alors que la popularité du groupe est internationale et la Beatlemania à son apogée. Le producteur George Martin et le manager du groupe Brian Epstein souhaitent la publication d'un album et deux singles inédits avant la fin de l'année 1965 et font pression sur le tandem Lennon/McCartney pour la création de nouvelles chansons.
Néanmoins, alors que Day Tripper est écrite dans la précipitation, We Can Work It Out fait l'objet d'une écriture réfléchie et inspirée de l'expérience personnelle de son auteur. Les paroles traitent en effet de la relation amoureuse tumultueuse entre Paul McCartney et Jane Asher. En studio, le groupe fait preuve d’innovation dans sa musique, puisque celle-ci s’inspire d'éléments de musique country associés à la valse, et comprend l'utilisation d'un harmonium.
We Can Work It Out est très bien accueillie par le public, et se classe en première position au UK Singles Chart et au Billboard Hot 100 en janvier 1966. La chanson confirme le succès du groupe au Royaume-Uni et à l'étranger, et contribue à la popularisation du format en « double face A ». Pour le marché américain, elle est aussi incluse sur l'album Yesterday and Today en juin 1966. Elle figure sur la plupart des compilations des meilleurs succès du groupe. Comme la plupart des chansons des Beatles, We Can Work It Out fait l'objet de plusieurs reprises, dont celle de Stevie Wonder, qui atteint la treizième place au Billboard Hot 100 en 1971.

## Genèse

### Contexte

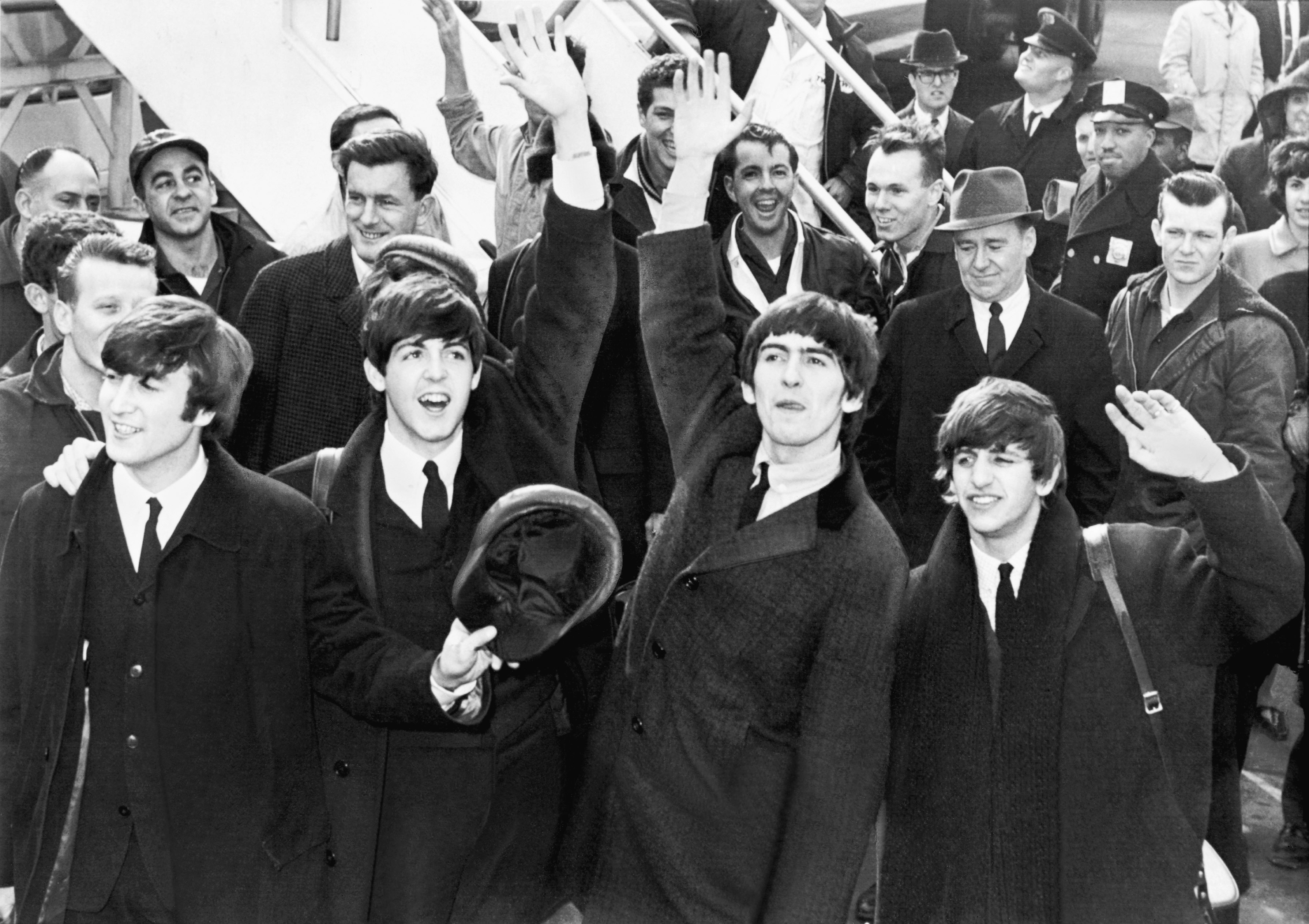
Les Beatles en tournée aux États-Unis en février 1964.

En 1964, les Beatles vivent une période faste de leur carrière musicale. La Beatlemania, phénomène né au Royaume-Uni, gagne le monde entier, partout où le groupe joue. Depuis les tournées aux États-Unis de 1964 organisées par le producteur George Martin et le manager Brian Epstein, leur popularité ne cesse de se développer, à tel point que des moyens humains et matériels considérables sont mis à disposition pour leurs concerts. Ce succès a des conséquences sur le moral des musiciens, soumis au stress et craignant parfois pour leur sécurité,. John Lennon déclare en effet que « Ce succès Beatles allait au-delà de tout entendement. Je mangeais et je buvais comme un porc. Dégoûté de moi-même, et dans mon subconscient, j'appelais au secours. ». Les Beatles se lassent rapidement de cette agitation qu'ils qualifient de « cirque », profitant de rares moments privés, « enfermés dans la salle de bains de leur suite » comme le déclare George Harrison. Les tournées américaines permettent néanmoins des rencontres artistiques intéressantes pour le groupe, dont Bob Dylan en août 1964, qui les initie à la consommation de cannabis, ou encore Fats Domino, Chuck Berry, et Carl Perkins,. La fin de l'année est marquée par la sortie de l'album Beatles for Sale en décembre, dont la pochette témoigne de l'épuisement des musiciens face à la Beatlemania.
L'année suivante s'annonce tout aussi éprouvante pour le groupe, qui participe à l'enregistrement de l'album Help! et du film associé dès février 1965. John Lennon et George Harrison sont initiés au LSD à leur insu, par un dentiste londonien au mois d'avril 1965 et en consomment régulièrement par la suite. Après la sortie de l'album Help! en août 1965, une nouvelle tournée américaine est organisée pour une durée de deux semaines, au cours de laquelle les Beatles effectuent un concert au Shea Stadium de New York le 15 août devant près de 56 000 personnes. Le groupe en profite également pour faire la rencontre d'Elvis Presley au cours de la soirée du 27 août à Los Angeles. Les musiciens sont très satisfaits de cette entrevue artistique, puisque Paul McCartney parle « d'une des plus grandes rencontres de sa vie », alors que George Harrison décrit le moment comme « un des grands moments de la tournée. »,. De retour au Royaume-Uni, les Beatles prennent quelques semaines de congés. George Martin et Brian Epstein souhaitent néanmoins que le groupe se remette au travail au plus vite afin de publier un nouvel album et deux nouveaux singles avant Noël 1965.

### Écriture et composition

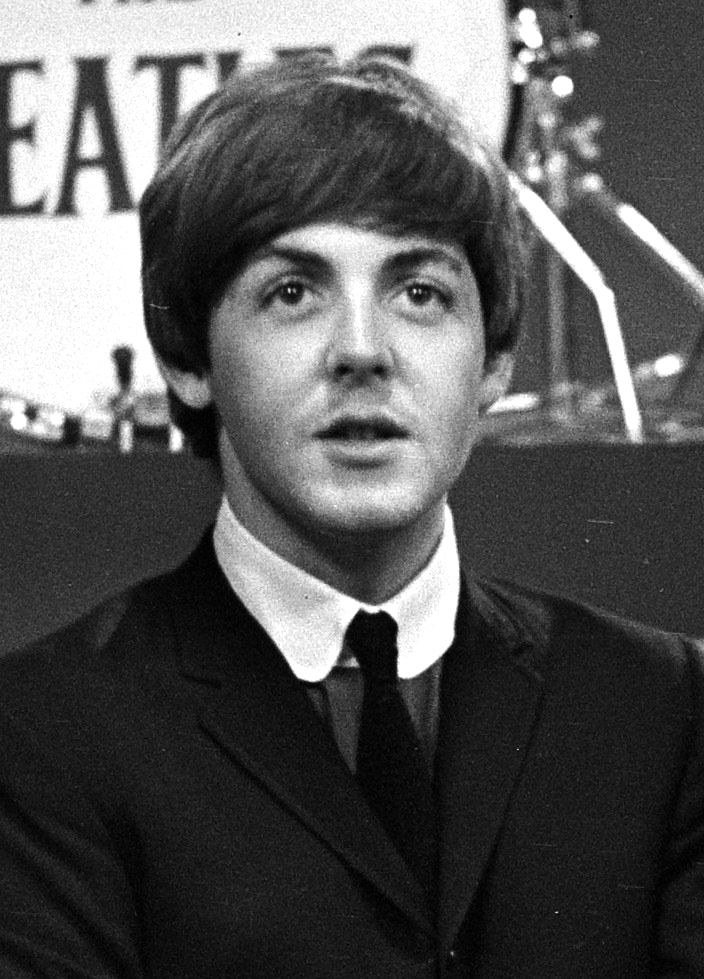
Paul McCartney est l'auteur-compositeur principal de We Can Work It Out.

Le tandem Lennon/McCartney est contraint d'écrire et de composer une douzaine de chansons dans un contexte d'urgence. Paul McCartney décrit le processus de création d'une chanson comme tel : « La plupart du temps, on écrivait ensemble. On s'enfermait et on disait : « OK, qu'est-ce qu'on a ? » John pouvait avoir la moitié d'une idée, [...] on cherchait ce qu'il manquait de mélodie et le thème principal et au bout de trois ou quatre heures, c'était quasiment dans la boîte. ». Certaines chansons font d'abord l’objet d'une écriture et d'une composition de la part d'un des deux artistes avant d'être présentées à l'autre, qui apporte alors sa contribution.
C'est le cas pour We Can Work It Out, écrite et composée à la guitare en majorité par Paul McCartney en octobre 1965, alors qu'il se trouve dans la maison de son père dans le Cheshire. La chanson est inspirée de sa relation amoureuse avec l'actrice Jane Asher. Le couple traverse une période difficile : Asher doit déménager à 170 kilomètres de Londres pour suivre une troupe de théâtre classique. Le musicien pense en effet que sa compagne doit abandonner sa carrière théâtrale pour le bien-être de son couple, ce qu'Asher refuse de faire. McCartney vit mal ces problèmes de communication conjugaux, qui lui inspirent cette chanson, au titre évocateur (« On peut arranger ça »), ainsi que deux autres titres, I'm Looking Through You et You Won't See Me. Après avoir présenté sa chanson à John Lennon, celui-ci y apporte sa contribution : « Paul a écrit le refrain, j'ai écrit la partie centrale », déclare t-il, c'est-à-dire les paroles du pont : « Life is very short and there's no time for fussing and fighting my friend ». La chanson est terminée alors que le groupe investit les studios EMI de Londres le mardi 12 octobre 1965.

### Enregistrement

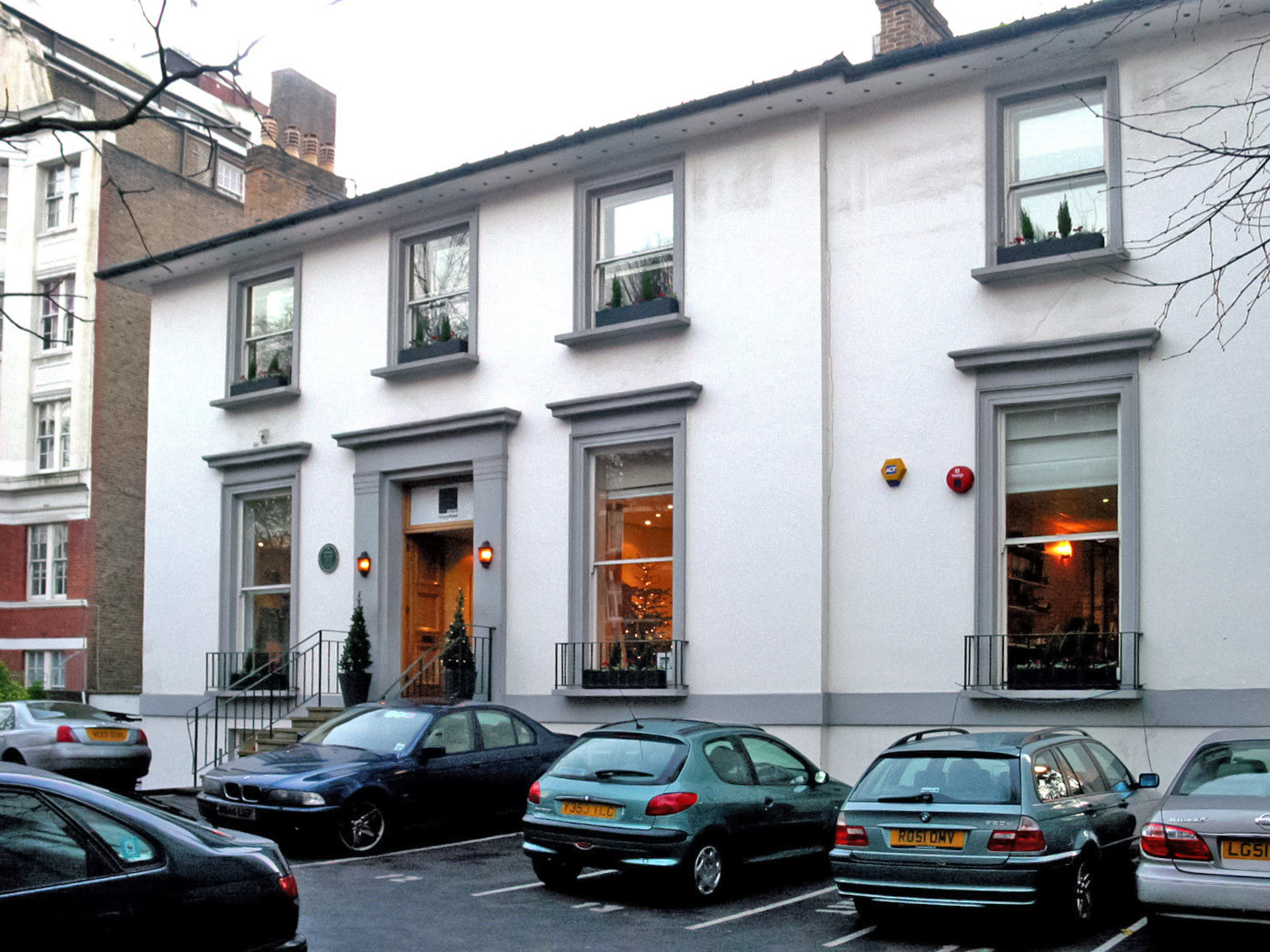
We Can Work It Out est enregistrée aux studios EMI les 20 et 29 octobre 1965.

Les Beatles enregistrent We Can Work It Out durant les mêmes sessions que l'album Rubber Soul, qui s'étendent du 12 octobre au 11 novembre 1965. Le groupe aborde les séances d'enregistrement aux studios EMI avec enthousiasme et rigueur. « Techniquement et musicalement, on s'améliorait. On a fini par prendre le pouvoir en studio », déclare John Lennon. La première séance consacrée à We Can Work It Out débute le mercredi 20 octobre à 14 h 30 au sein du studio no 2. George Martin officie en tant que producteur ; Norman Smith est l'ingénieur du son principal, assisté du second ingénieur Ken Scott.
Les Beatles innovent dans l’utilisation de leur palette d'instruments de musique et utilisent un harmonium pour la première fois. Le groupe pense en effet que son utilisation peut apporter un son intéressant à la chanson. « Le studio lui-même était bourré d'instruments : harmoniums à pédale, pianos miteux, un célesta et un orgue Hammond. C'est pour ça qu'on intégrait tous ces sons dans nos disques — parce qu'ils étaient là. », déclare George Harrison. Le groupe fait preuve d'un certain perfectionnisme sur le travail des harmonies vocales, puisque les musiciens travaillent jusqu'à 23 h 45, totalisant 525 minutes d'enregistrement répartis sur deux prises.
Le 28 octobre, le groupe écoute l'ensemble du travail réalisé sur la chanson puis décide que davantage d'harmonies vocales sont nécessaires. Ils reprennent leur travail sur We Can Work It Out le lendemain. Cette nouvelle séance, d'une durée de deux heures, consiste à l'ajout de voix additionnelles par la technique du re-recording. Le mixage audio est réalisé dans la foulée et se termine à 17 h. Le groupe totalise ainsi 11 heures d'enregistrement pour finaliser la chanson, ce qui constitue un record sur l'ensemble de leur discographie. George Martin décrit la bonne ambiance qui a permis de réaliser l'enregistrement dans de bonnes conditions : « Ils prenaient du bon temps dans le studio et d'une manière générale, ce furent des jours extrêmement heureux ».

## Caractéristiques artistiques

### Musique
We Can Work It Out et l'ensemble de l'album Rubber Soul marquent un tournant artistique majeur dans la musique des Beatles. « À l'époque de Rubber Soul, ils étaient prêts pour de nouvelles directions musicales », déclare George Martin. Chaque musicien utilise les mêmes instruments que sur l'album Help!. John Lennon et George Harrison jouent sur deux Fender Stratocaster de modèle Sonic Blue. Quant à Paul McCartney, il utilise son habituelle basse Rickenbacker 4001S et se dote d'un nouvel amplificateur Fender, également utilisé par Harrison.

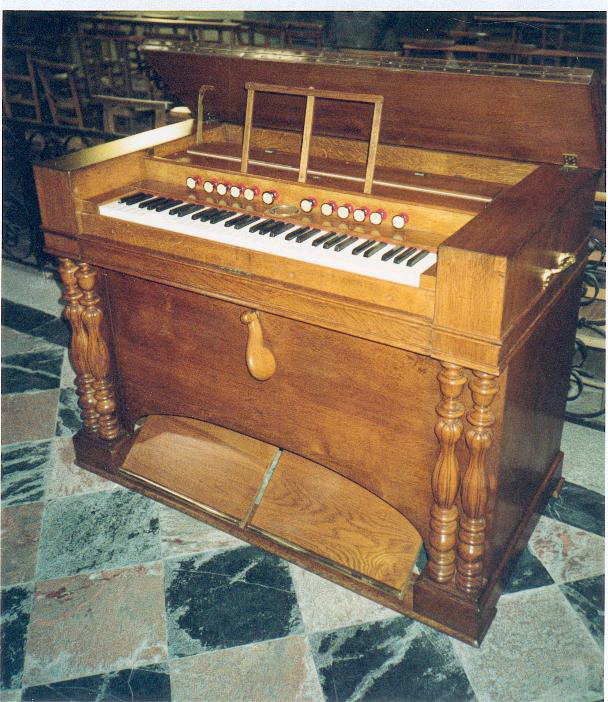
Un harmonium est utilisé pour la première fois en studio par le groupe. L'instrument est omniprésent durant toute la chanson.

L'utilisation des instruments sur We Can Work It Out est incertaine, sauf pour Ringo Starr à la batterie. Le doute subsiste sur l'utilisation de la guitare acoustique, de la basse, et du tambourin. L'harmonium fait son apparition pour la première fois dans une chanson du groupe, probablement joué par Lennon. La chanson s'inspire d'éléments de folk rock, associés à de la musique country à tempo rapide,. Paul McCartney est le chanteur principal, sa voix étant doublée et soutenue par les harmonies vocales de Lennon.
Le musicologue Alan W. Pollack remarque que la structure rythmique de We Can Work It Out est en 4/4 et que la chanson débute en ré majeur. Elle ne comporte pas d'introduction et commence directement par deux couplets, suivi d'un pont, d'un autre couplet suivi d'un pont puis d'un couplet complété par une conclusion. George Harrison suggère de changer la structure rythmique des ponts, qui sont joués en 3/4, rappelant la « valse allemande »,. La conclusion consiste en la répétition du couplet complété par une courte conclusion rappelant la structure rythmique du pont en 3/4.

### Titre et paroles

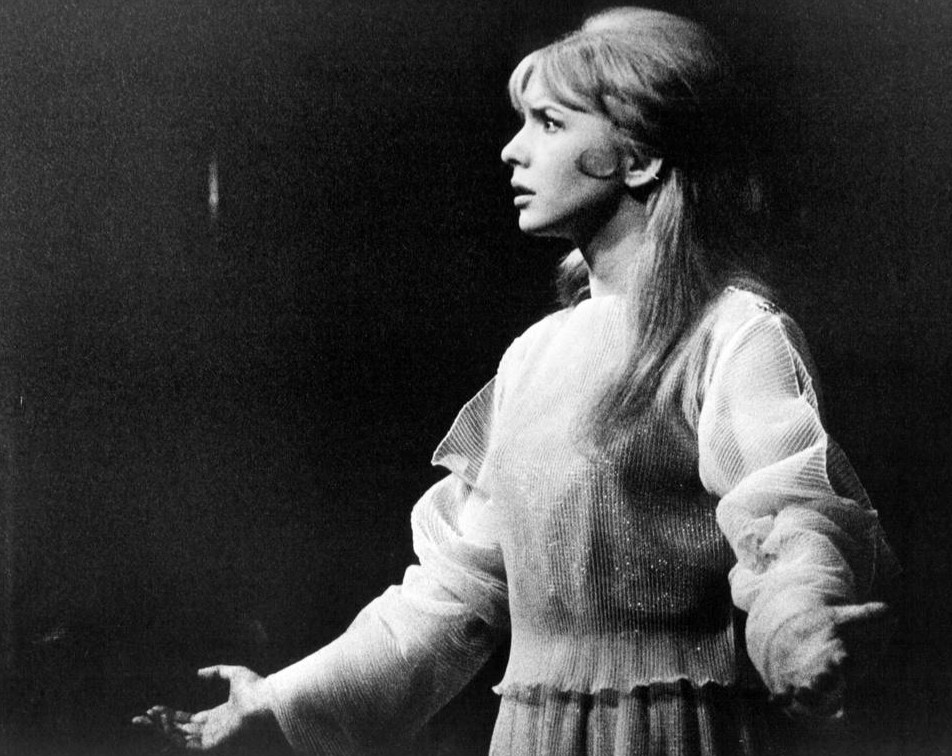
We Can Work It Out s'adresse à Jane Asher, avec qui Paul McCartney entretient une relation amoureuse en 1965.

Les paroles de We Can Work It Out sont personnelles et dévoilent les problèmes de communication entre Paul McCartney et Jane Asher. Le couple vit à l'époque au sein de la maison familiale des Asher. Confronté au délaissement et aux appels téléphoniques sans réponse, il ressent le besoin d'écrire la chanson ainsi que deux autres titres, I'm Looking Through You et You Won't See Me. We Can Work It Out exprime le point de vue du musicien et son souhait de faire changer d'avis sa compagne dans ses choix professionnels. McCartney considère en effet qu'Asher a tort de ne pas le suivre dans sa carrière. La jeune actrice a des ambitions personnelles qu'elle ne souhaite pas mettre de côté, ce qui consterne le chanteur. McCartney transcrit ainsi ses émotions, ce qui permet d'évacuer ses tensions. « C'est souvent une bonne façon de s'adresser à quelqu'un ou d'exprimer ses sentiments, » déclare t-il.
Le musicien fait preuve d'optimisme pour le choix du titre, qui est répété deux fois à chaque fin de couplet : We Can Work It Out se traduit par « On va s'en sortir » ou « On peut arranger ça » et reflète son souhait de sauver son couple malgré la menace d'une rupture. « Je savais que j'étais égoïste. Ça a provoqué quelques disputes. Et puis Jane est partie, et je lui ai dit « OK, va t-en, j'en trouverai une autre », mais je ne supportais pas de vivre sans elle. ». Les paroles écrites par John Lennon dénotent au contraire que McCartney doit aller de l'avant car « la vie est très courte et on n'a pas le temps de faire des histoires ». Ce désaccord avec le chanteur principal met en avant l'opposition de leurs deux personnalités d'une part, et leur complémentarité artistique au sein du groupe d'autre part.

### Interprètes
Musiciens,
- John Lennon : chant, guitare acoustique (?), harmonium, tambourin (?)
- Paul McCartney : chant, guitare acoustique (?), basse (?), harmonium (?)
- George Harrison : guitare acoustique (?), tambourin (?)
- Ringo Starr : batterie

Personnel technique
- Enregistrements du 20 octobre et 29 octobre 1965:
  - George Martin : producteur
  - Norman Smith : ingénieur du son
  - Ken Scott : second ingénieur

## Parution et réception

### Sortie et clip musical
We Can Work It Out paraît en 45 tours le 3 décembre 1965 au Royaume-Uni sous le label Parlophone, le même jour que l'album Rubber Soul et trois jours plus tard aux États-Unis sous le label Capitol Records. La chanson arrive en France en mars 1966 sur la face A d'un 45 tours EP (« super 45 tours ») ; elle est accompagnée de You Won't See Me. Sur la face B figurent Day Tripper et Norwegian Wood.
La chanson bénéficie d'une sortie en double face A avec le titre 
Day Tripper. En effet, il s'agit d'une première dans l'histoire du groupe, John Lennon ne souhaitant pas que Day Tripper soit reléguée en Face B par We Can Work It Out, jugée meilleure par EMI. La major trouve un compromis et crée le premier 45 tours en « double face A » de l'histoire du rock, ce qui ne l'empêche pas d'effectuer une meilleure promotion pour We Can Work It Out. Cette stratégie est par la suite reprise pour les simples Yellow Submarine / Eleanor Rigby en 1966 et Penny Lane / Strawberry Fields Forever l'année suivante,,.
Les deux singles sont accompagnés par trois clips musicaux qui en font la promotion, réalisés le 23 novembre 1965 aux Twickenham Film Studios. L'une des photographies effectuées durant la session illustre la pochette du single. Le clip promotionnel de We Can Work It Out est diffusé pour la première fois dans l'émission Top of the Pops le 2 décembre 1965. Dans ce dernier, Paul McCartney est à la basse, John Lennon à l'harmonium, George Harrison à la guitare électrique, ce qui ne correspond pas à l'utilisation supposée des instruments les jours de l'enregistrement aux studios EMI.

### Tournée et succès commercial
Les Beatles débutent leur dernière tournée en Grande-Bretagne le même jour que la sortie des deux singles. Cette série de concerts marque la dernière tournée du groupe au Royaume-Uni, qui s'achève par une représentation à Cardiff le 12 décembre 1965. Le 1er janvier 1966, les deux singles prennent la tête du UK Singles Chart ; une semaine plus tard, We Can Work It Out occupe la première position au Billboard Hot 100. La chanson de Paul McCartney a davantage de réussite que Day Tripper, qui n'atteint que la cinquième position du classement aux États-Unis. Plus d'un million de copies du disque sont vendues au Royaume-Uni, où les deux singles remportent un grand succès auprès du public.
La sortie du single We Can Work It Out coïncide avec la fin d'une ère de production intense pour le groupe, puisqu'après sa parution, les Beatles cessent d'enregistrer deux albums par an. Les musiciens et l'équipe technique prennent deux mois de repos au début de l'année 1966 pour se remettre des trois dernières années de travail. L'ingénieur du son Norman Smith, qui travaille dans les studios EMI depuis 1959, est promu producteur et cesse sa collaboration avec le groupe. En effet, George Martin ne souhaite pas que Smith occupe à la fois les deux fonctions, au risque d'être relégué au second plan. Ce dernier est remplacé par le jeune Geoff Emerick dès 1966,.

### Séparation du couple Asher-McCartney

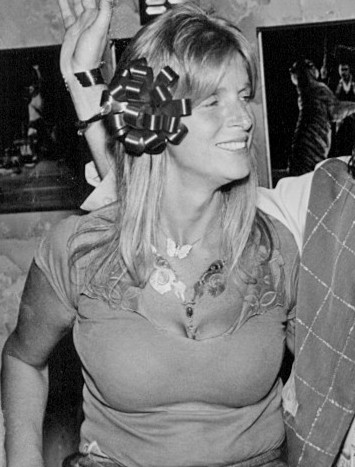
Linda Eastman, que Paul McCartney rencontre en 1967, le conduisant à mettre fin à sa relation avec Jane Asher l'année suivante.

En mai 1967, Paul McCartney rencontre Linda Eastman, avec qui il flirte alors qu'il est toujours en couple avec Jane Asher. Celle-ci remarque un changement d'attitude chez son compagnon. « Paul avait tellement changé... Il était sous LSD, dont j'ignorais tout, » déclare t-elle. Malgré ce contexte difficile, le couple reste ensemble, et annonce même leurs fiançailles. En 1968, après cinq années de relation, le couple finit par rompre en raison de l'infidélité de McCartney. « Je l'aimais beaucoup et on s'entendait bien. C'était une personne très intelligente et intéressante, mais la sauce n'a jamais vraiment pris en ce qui me concerne », conclut-il.
La rupture du couple entraîne également la fin de la relation avec sa belle-famille, avec qui il vit et passe beaucoup de temps. Il remarque : « Margaret Asher était du genre maman poule, et comme j'avais perdu ma mère, elle jouait ce rôle pour moi. Et là, je perdais ma mère pour la seconde fois ». Quelques mois plus tard, McCartney se met en couple avec Linda Eastman, alors que les Beatles terminent l'enregistrement de l’Album blanc.

### Rééditions
We Can Work It Out figure sur plusieurs compilations des Beatles. Dès 1966, le titre bénéficie d'un nouveau mixage audio en stéréo afin de paraître sur une des premières compilations du groupe, A Collection of Beatles Oldies. Quelques mois plus tôt, la chanson est publiée sur l'album Yesterday and Today, destiné au marché américain, et dont la pochette, qui met en scène les Beatles habillés en bouchers et recouverts de viande, fait scandale. 60 000 exemplaires sont mis en circulation puis retirés peu de temps après. « Comme d'habitude, ça a fait tout un foin et tous les disques ont été renvoyés ou retirés pour qu'on colle dessus cette horrible photo sur laquelle on a l'air fourbu alors qu'on est supposés avoir l'air insouciant » déclare John Lennon.
La chanson est également présente sur l’Album rouge, sorti en 1973, et sur Past Masters, paru en 1988. Paul McCartney reprend lui-même la chanson durant ses années de tournée en solo, dont sur l'album live Unplugged (The Official Bootleg), sorti en 1991.
En 2000, Apple Records publie l'album 1, qui regroupe les 27 chansons des Beatles ayant atteint la première place au Royaume-Uni et aux États-Unis, parmi lesquelles figure We Can Work It Out. Le clip de la chanson est placé dans la compilation 1+, commercialisée en 2015, tandis que dans son édition de luxe, deux des trois clips de la chanson sont inclus, ainsi que les trois versions de Day Tripper.

### Reprises

#### Version de Stevie Wonder
Singles de Stevie Wonder
Heaven Help Us All
(1970) If You Really Love Me
(1971)
Stevie Wonder reprend We Can Work It Out en 1970 sur son album Signed, Sealed and Delivered et produit le single l'année suivante.
Fan des Beatles et de l'écriture du duo Lennon/McCartney, le chanteur de soul adapte la chanson en changeant entièrement l'instrumentation : l'harmonium est ainsi remplacé par un clavinet, tandis que les guitares acoustiques font place à une guitare électrique et un rythme de batterie funk, complété par un solo d'harmonica,. Wonder est accompagné en studio par les Funk Brothers dans une interprétation considérée par certains comme l'une des meilleures reprises des Beatles jamais produite,,,,.
Enregistrée dès le 13 août 1969 et arrangée par Wade Marcus (en), sa version sort en single sort le 18 février 1971 chez Tamla. En face B, Wonder place le titre Never Dreamed You'd Leave in Summer qu'il a co-écrit avec son épouse Syreeta Wright, morceau arrangé par Paul Riser (en) qui figurera sur son album suivant Where I'm Coming From.
We Can Work It Out atteint notamment la 13e place du Billboard Hot 100 début mai 1971 et la 9e position du classement Cash Box.
Son interprétation, que Cash Box décrit comme "une piste dance spectaculaire [qui] renvoie Wonder à son adolescence et ses premiers solos d'harmonica", lui permet d'obtenir une sixième nomination aux Grammy Awards lors de la 14e cérémonie en 1972 dans la catégorie de la meilleure performance vocale R&B masculine où il est battu par A Natural Man de Lou Rawls, en compétition avec Never Can Say Goodbye de Isaac Hayes, Inner City Blues (Make Me Wanna Holler) (en) de Marvin Gaye et Ain't Nobody Home de B.B. King.
Wonder joue la chanson à plusieurs reprises dans des circonstances étroitement liées aux Fab Four. En 1990, il chante devant Paul McCartney lorsque celui-ci reçoit le Grammy du couronnement d'une carrière. En 2010, McCartney reçoit le Prix Gershwin (en) de la Bibliothèque du Congrès et Wonder interprète à nouveau We Can Work It Out à la Maison Blanche lors de la cérémonie de remise de la médaille. Enfin, en janvier 2014, Wonder l'interprète une troisième fois lors d'un concert se tenant à l'occasion du cinquantième anniversaire de l'apparition des Beatles dans le Ed Sullivan Show.

#### Autres reprises
Le morceau est repris dès la fin des années 1960 par Petula Clark. Deep Purple crée une version aux influences de rock psychédélique pour leur second album The Book of Taliesyn en 1968. Parmi les plus de deux cents interprètes recensés, on peut citer à titre d'exemples Dionne Warwick, The Dillards, Chaka Khan, Ashford & Simpson, Johnny Mathis, Judy Collins, Big Youth, Plain White T's, Tom Jones, Heather Nova, Steel Pulse, Rick Wakeman ou encore Leslie Uggams. En France, Richard Anthony chante une adaptation de Pierre Saka sous le titre Tout Peut S'Arranger.
We Can Work It Out figure en outre sur plusieurs bandes originales de film, dont All This and World War II, un documentaire d'archives de la Seconde Guerre mondiale.

## Classements et certification

### Version des Beatles
| Classement                             | Meilleure position |
| -------------------------------------- | ------------------ |
| États-Unis (Hot 100)                   | 1                  |
| Allemagne (Media Control AG)           | 2                  |
| Belgique (Flandre Ultratop 50 Singles) | 3                  |
| Finlande (Suomen virallinen lista)     | 1                  |
| Pays-Bas (Single Top 100)              | 1                  |
| Royaume-Uni (UK Singles Chart)         | 1                  |
| Nouvelle-Zélande (RMNZ)                | 1                  |
| Suède (Sverigetopplistan)              | 1                  |

| Pays       | Compagnie | Certification |
| ---------- | --------- | ------------- |
| États-Unis | RIAA      | Or            |

### Version de Stevie Wonder
| Classement (1971)                  | Meilleure position |
| ---------------------------------- | ------------------ |
| États-Unis (Billboard Hot 100)     | 13                 |
| États-Unis (Billboard R&B Singles) | 3                  |
| États-Unis (Cash Box Top 100)      | 9                  |
| Canada (RPM Top 100 Singles)       | 49                 |
| Royaume-Uni (UK Singles Chart)     | 27                 |

| Classement annuel                   | Position |
| ----------------------------------- | -------- |
| États-Unis (Cash Box Year-End)      | 96       |
| États-Unis (Billboard R&B Year-End) | 28       |